# Филетино
Филетино (итал. Filettino) насеље је у покрајини Лацио, Република Италија. 

## Географија
Налази се 70 км источно од Рима, у средишњем дијелу Апенина.

## Историја
Територију данашњег Филетина првобитно су населили народ Екви. До времена Исуса Христа на овом мјесту се развило мало насеље, које је постало уточиште за све оне који су бјежали од Сарацена, 800. године нове ере. Године 1297. долази под контолу Пиетра Каетаније, рођака папе Бонифација VII. Та породица је била позната по суровости.

### Кампања за независност
У августу 2011, пратећи најаву италијанске владе да ће укинути све општине испод 1.000 становника и припојити их сусједним општинама градоначелник Филетина, Лука Селари покренуо је кампању за независност овог градића. Покренуто је штампање нове валуте Фиорита, на чијем се наличју налазио сам градоначелник. Грађани су позвали принца Емануела Филиберта, како би постао принц Филетина. Током кампање Филетино је добио грб и химну. Дана 5. септембра 2011. заказана је сједница о оснивању „Националне банке Кнежевине Филетино“.

## Становништво
Према резултатима пописа становништва 2011. у општини је живело 551 становника.
| 1931. | 1936. | 1951. | 1961. | 1971. | 1981. | 1991. | 2001. | 2011. |
| ----- | ----- | ----- | ----- | ----- | ----- | ----- | ----- | ----- |
| 2.243 | 1.834 | 1.180 | 788   | 742   | 675   | 614   | 550   | 551   |